# Basingwerk Abbey

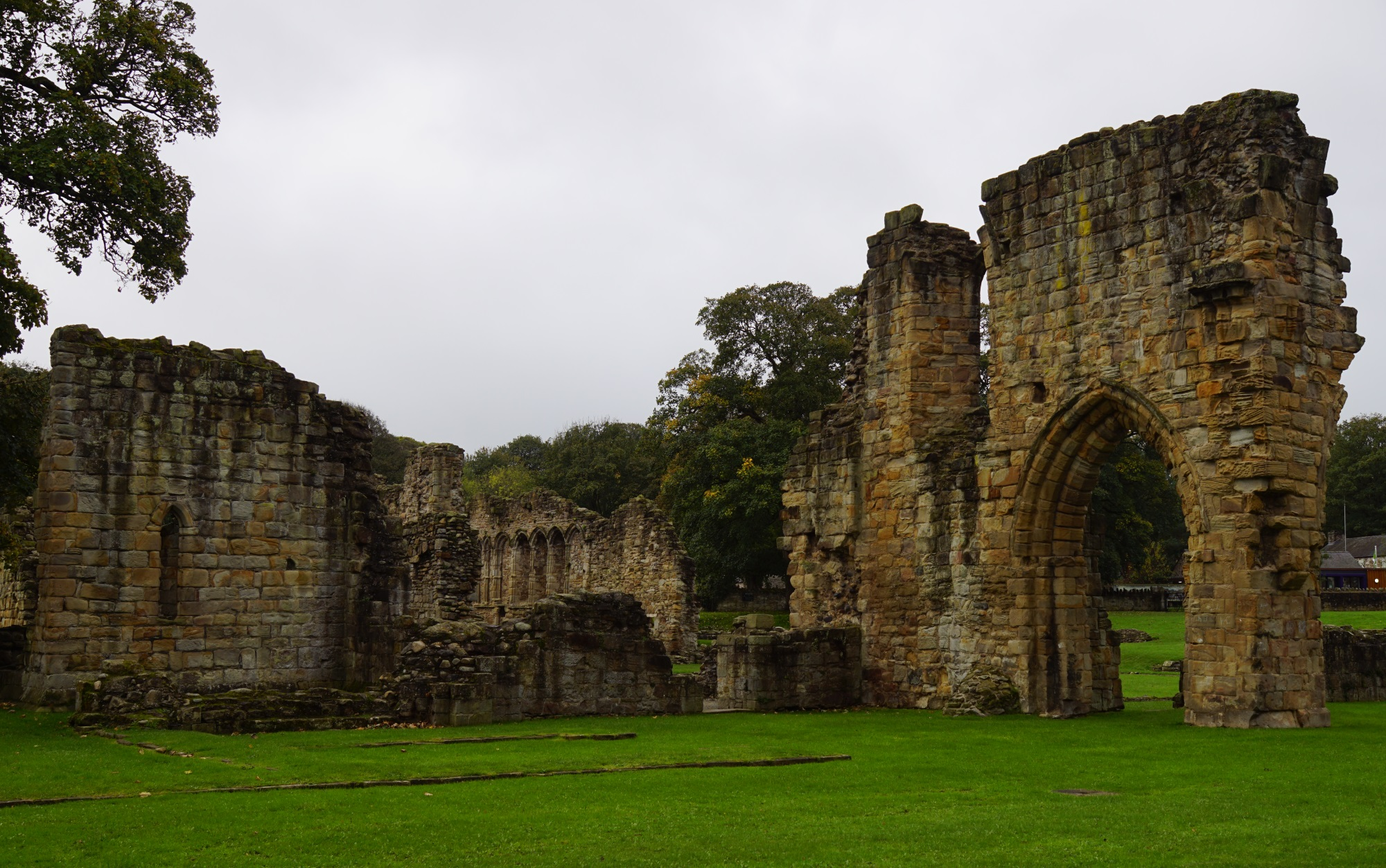
Basingwerk Abbey vanuit het noordoosten. Rechts vooraan de doorgang van het zuidelijk transept. Midden achteraan zijn de spitsboogvensters van de refter te zien.

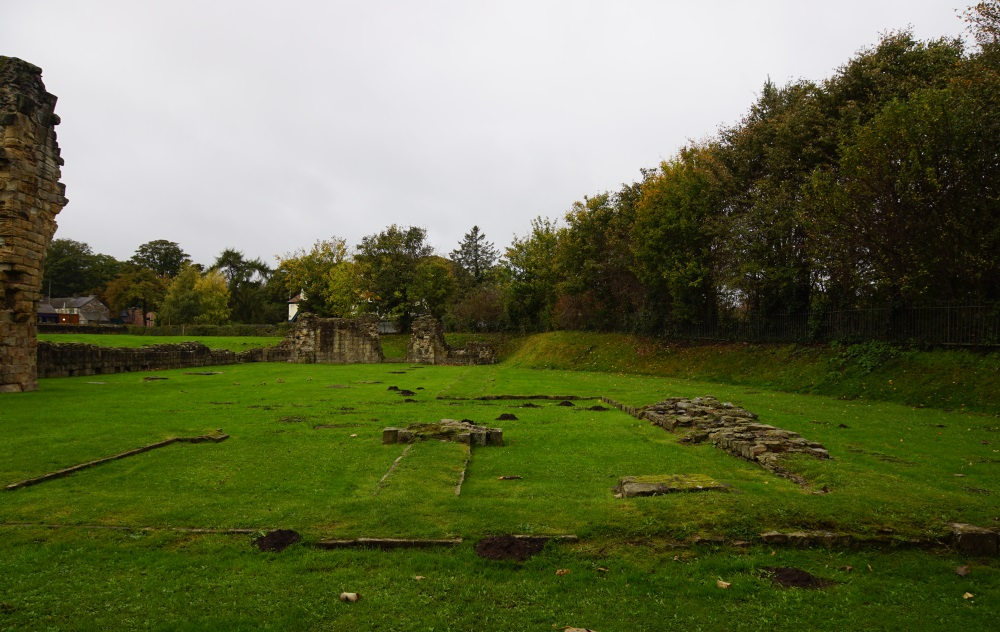
De kerk gezien vanuit het oosten met vooraan twee kapellen in het transept.

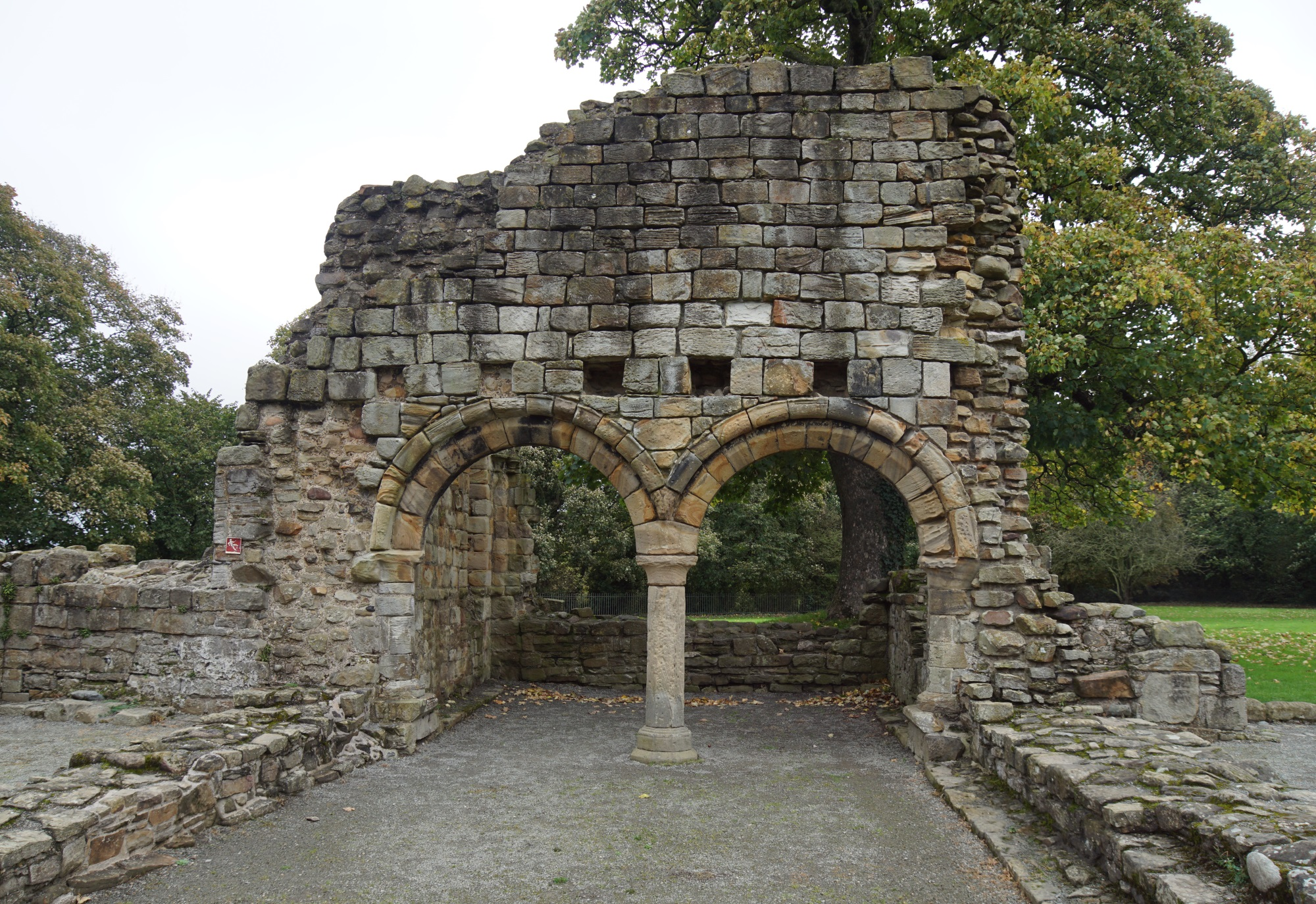
Kapittelzaal met een octogonale pilaar die de dubbele boog steunt.

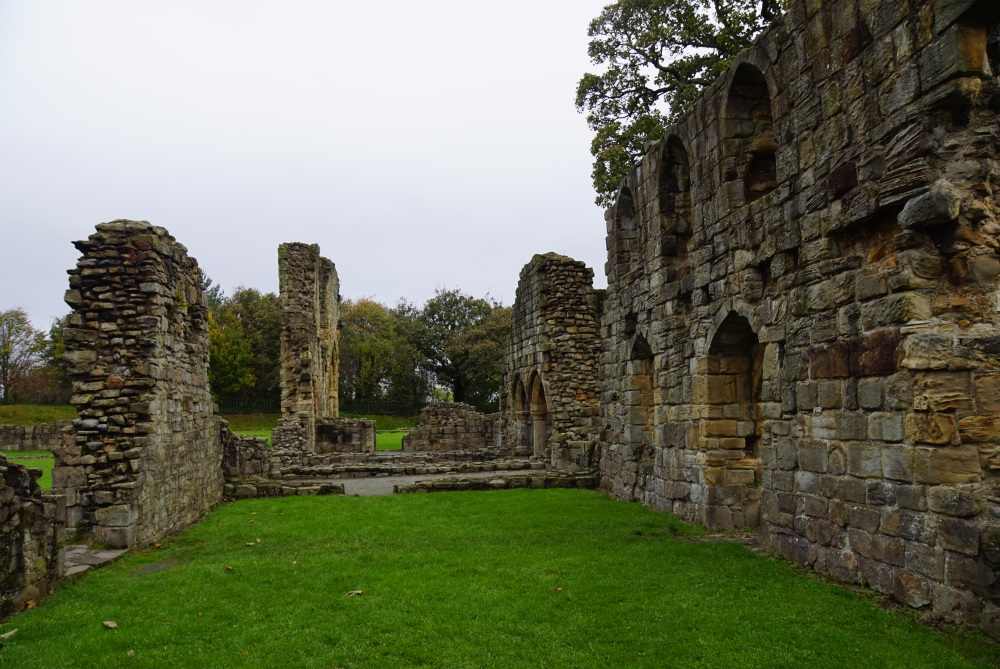
Vanuit de slaapzaal van de novicen kijkende naar het noorden met parlour, kapittelzaal en sacristie.

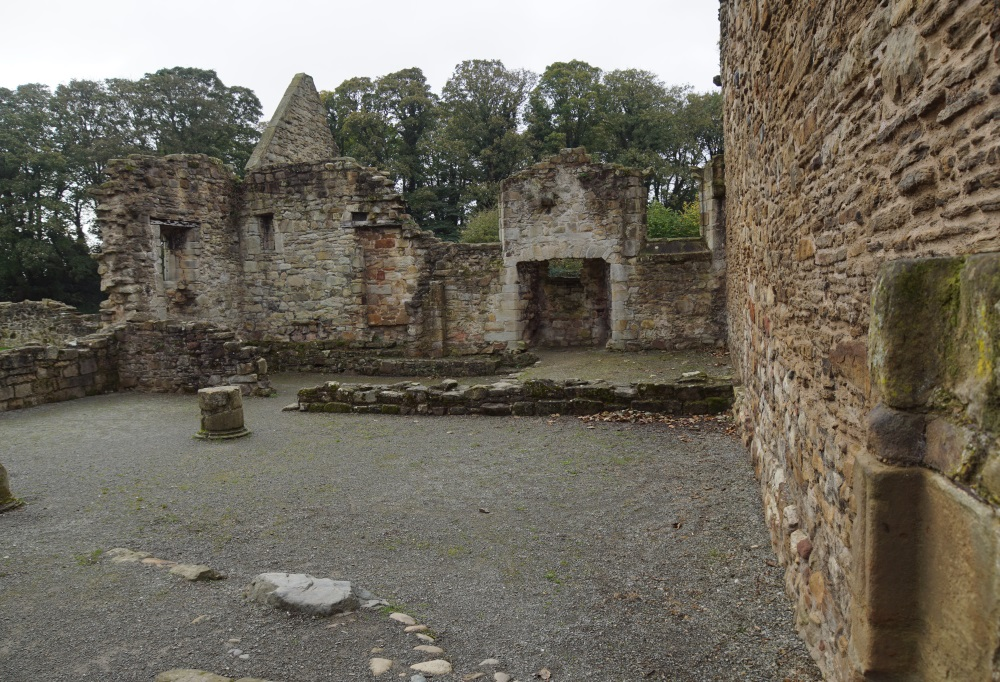
Warmteruimte met achteraan de haard.

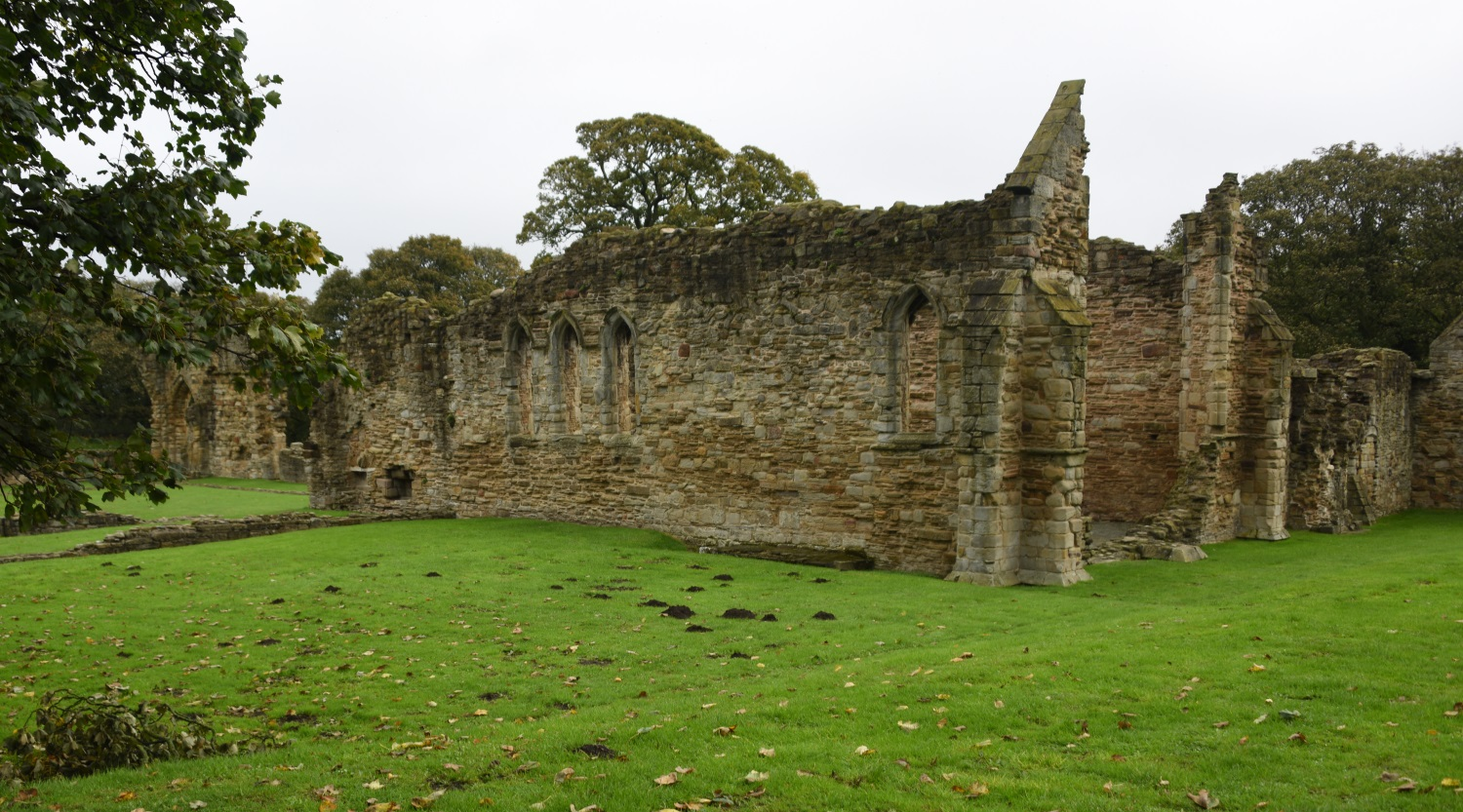
Refter vanuit het zuidwesten.

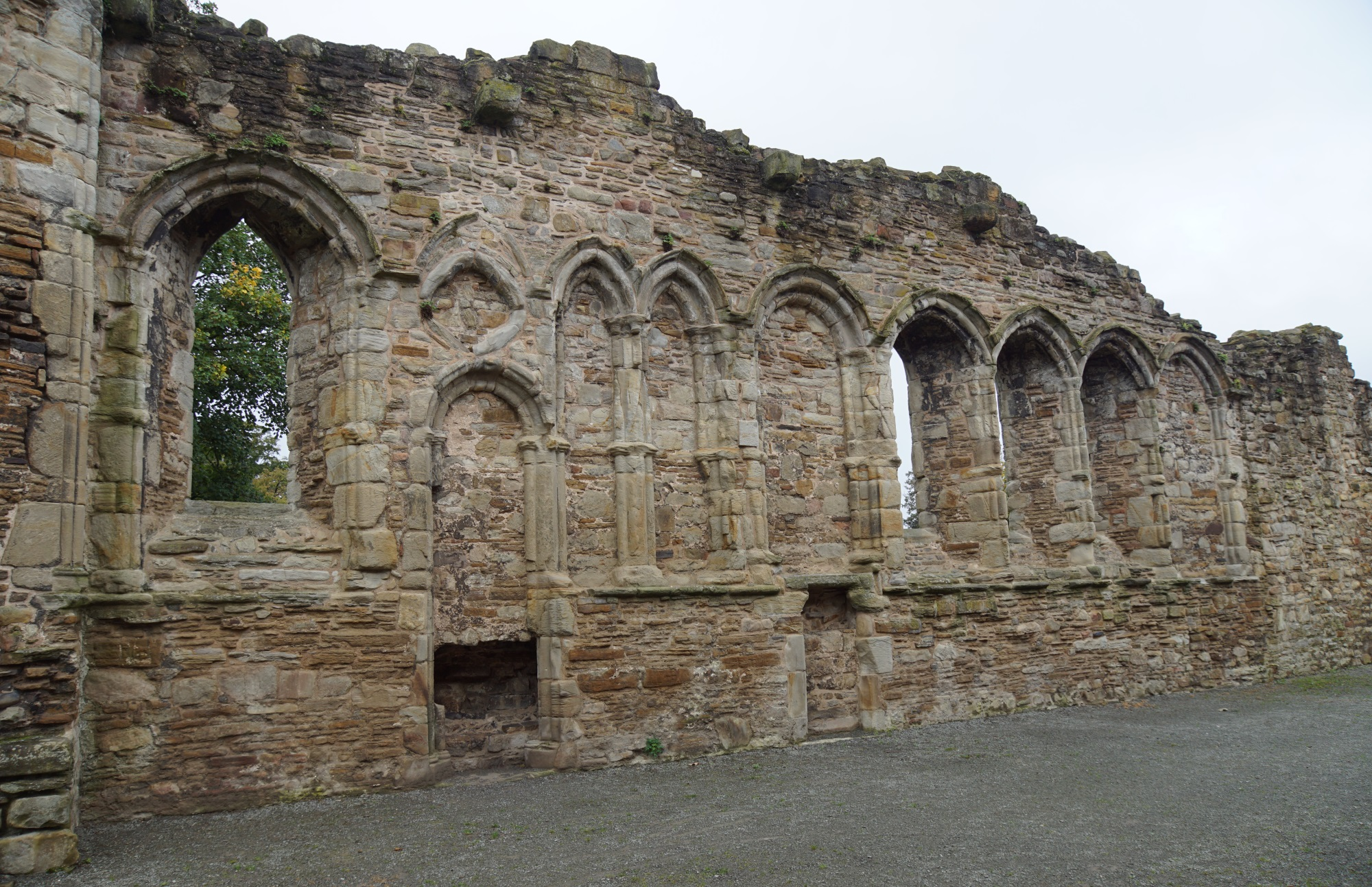
De westelijke muur van de refter. De smalle dichtgemaakte ramen moesten licht geven op de trap, ernaast was de toegang ertoe.

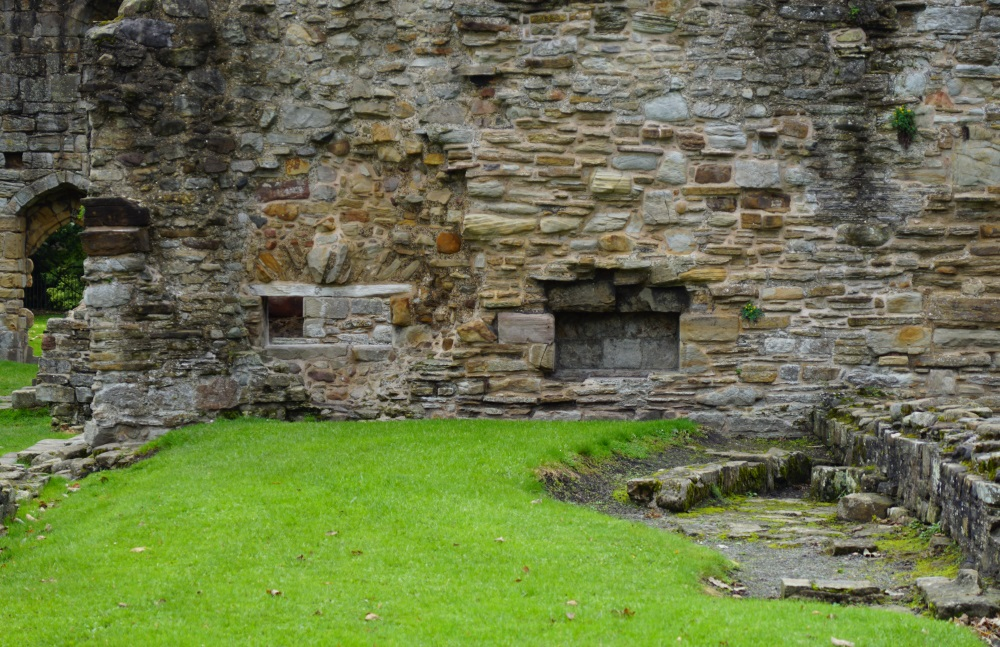
De oostelijke muur van de keuken. Een breed horizontaal luik (links) gaf toegang tot de erachter gelegen refter.

Basingwerk Abbey (in het Welsh: Abaty Dinas Basing) is (de ruïne van) een twaalfde-eeuwse cisterciënzer abdij, 2,4 kilometer ten noordoosten van Holywell gelegen in Greenfield in de Welshe regio Flintshire in Groot-Brittannië.

## Geschiedenis
Basingwerk Abbey werd in 1131 gesticht door de Benedictijnen van de Abbaye de Savigny (Frankrijk), vermoedelijk mogelijk gemaakt door Ranulf II, graaf van Chester. De eerste locatie voor de abdij was een kapel in het Castle of Basingwerk nabij Bagillt. In 1147 besloot het generale kapittel van Savigny zich aan te sluiten bij de Cisterciënzers van de Abdij van Cîteaux. Een aantal Engelse abdijen waren het hier niet mee eens, zij wilden onafhankelijk worden, maar werden door paus Eugenius III verplicht hierin mee te gaan.
In 1157 verbond Basingwerk Abbey zich met Buildwas Abbey in Shropshire (een dochterhuis van Furness Abbey), die eveneens overging van de benedictijnse orde naar de cisterciënzer orde. De abdij verhuisde hierbij naar de huidige locatie aan de noordzijde van Greenfield Valley. In de dertiende eeuw en later werd de abdij uitgebreid en veranderd.
Basingwerk Abbey was een rijke abdij, wat leidde tot geruchten over financiële schandalen en politieke intriges. Rivaliserende abten brachten elkaar voor de rechtbank en er was een abt die werd gearresteerd voor verraad. Het was Thomas Pennant, abt van ongeveer 1481 tot 1523, die de abdij cultureel op een hoger niveau plaatste; Welshe dichters bezongen zijn patronage. Zijn derde zoon, Nicholas Pennant, werd na hem de laatste abt. Ondanks de culturele status van de abdij, hief Hendrik VIII van Engeland de abdij op rond 1536 en kwam de abdij in handen van de familie Mostyn van Talacre..
De gebouwen vervielen tot een ruïne al voor de achttiende eeuw, ook doordat de abdij als steengroeve werd gebruikt.

## Bouw
De abdij bestond uit een kerk aan de noordzijde met ten zuiden ervan een binnenplaats waar omheen met de klok mee in de oostvleugel de sacristie, de kapittelzaal, de parlour (waar de monniken met elkaar mochten praten), de slaapzaal van de novicen, de warmteruimte (de enige verwarmde ruimte) lagen, in de zuidvleugel de refter en de keuken en in de westvleugel de cellen voor de monniken.
Van de dertiende-eeuwse kerk, met een schip bestaande uit zeven traveeën, twee transepten met gepaarde kapellen aan de oostzijde, en een rechthoekig koor zijn de fundamenten van de muren aan de west- en zuidzijde van het schip overgebleven, en delen van de transepten (met onder andere een toegang en een spitsboogvenster, waar er in 1901 nog drie van waren).
Van de oostvleugel van de abdij is het meeste overgebleven, inclusief een aantal achterliggende gebouwen.
De kapittelzaal heeft nog een octogonale pilaar die twee ronde bogen steunt die de ingang vormen. Deze ruimte is twaalfde-eeuws en werd vergroot toen de kerk werd gebouwd.
De slaapzaal van de novicen was langgerekt van noord naar zuid en heeft nog vier spitsboogvensters en een toegang aan de oostzijde, uitkomende op de overdekte gang (pentise).
De warmteruimte werd toegevoegd in het midden van de dertiende eeuw. De ruimte was oorspronkelijk gewelfd, te zien aan twee steunpilaren in het midden van het vertrek. In de vijftiende eeuw werd de ruimte aangepast met onder andere een haard aan de zuidzijde.
De refter in de zuidvleugel, gebouwd in het midden of einde van de dertiende eeuw, is een langgerekte ruimte noord-zuid gelegen, waarvan in de 20e eeuw de westelijke en oostelijke muur resteren. In de westelijke muur bevinden zich nog vier niet dichtgemaakte spitsboogvensters. Vier dichtgemaakte bogen aan de zuidzijde van de westmuur corresponderen met de plaats waar werd voorgelezen (met eronder een kastruimte), twee smallere spitsboogvensters die bij de trap hoorden en de deuropening die toegang gaf tot de trap. In de noordzijde van de westmuur bevindt zich een horizontale raamopening  waarmee de refter kon communiceren met de keuken. De oostmuur van de refter is een blinde muur met enkel aan de noordkant een doorgang naar de warmteruimte.
De gebouwen aan de oostzijde van de oostvleugel stammen vermoedelijk uit de vroege zestiende eeuw en liggen wellicht op de plek van het infirmarium.

## Folklore
Het verhaal gaat dat in het twaalfde eeuw een monnik van Basingwerk Abbey door het bos liep en werd aangetrokken door de zang van een nachtegaal. Als betoverd luisterde hij even naar het gezang, dat dacht hij tenminste. Toen hij terugkeerde naar de abdij ontdekte hij dat vele eeuwen waren voorbijgegaan; de abdij was tot een ruïne verworden. De monnik verviel vervolgens tot stof.

## Beheer
Sinds de 20e eeuw maakt Basingwerk Abbey onderdeel uit van het Greenfield Valley Heritage Park. De abdij wordt beheerd door Cadw, net als Strata Florida Abbey.